# Stechlin
Stechlin är en kommun i Landkreis Oberhavel i förbundslandet Brandenburg i Tyskland. 
Kommunen ligger omkring sjön Stechlinsee i Brandenburgs nordligaste del och bildades inom sina nuvarande gränser den 27 september 1998 genom en sammanslagning av de tidigare kommunerna Menz, Neuglobsow och Dollgow.
Kommunen ingår i kommunalförbundet Amt Gransee und Gemeinden.

## Orter
Följande sju orter har status av administrativa kommundelar (invånarantal angivet för 2013):
- Dagow (127)
- Dollgow (169)
- Güldenhof (41)
- Menz (545)
- Neuglobsow (261)
- Neuroofen (21)
- Schulzenhof (14)

Dessutom finns följande bebodda platser i kommunen:
- Ausbau Blau
- Fischerhaus Stechlin
- Hartzwalde
- Hof Kunow
- Ludwigshorst
- Sellenwalde
- Waldsiedlung

## Kultur och sevärdheter
Trakten kring Stechlinsee är sedan 1938 ett stort naturskyddsområde, Naturpark Stechlin-Ruppiner Land. Sjön Stechlinsee är med 70 meter den djupaste och även den klaraste sjön i Brandenburg och har genom sitt djup och näringsfattiga vatten ett för Brandenburg unikt djurliv. NaturParkHaus Stechlin finns i Menz, med besökscentrum och utställningar kring traktens natur samt livet bland traktens invånare. Den realistiske 1800-talsförfattaren Theodor Fontane har utförligt skildrat trakten i sina reseberättelser och romanen Der Stechlin.
I Neuglobsow fanns från 1780 till omkring 1900 en glashytta, grundad av Johanna Louise Pirl, och de äldsta av ortens karakteristiska fackverkshus uppfördes som bostäder åt glashyttans anställda. Sedan 2002 finns ett glasmuseum i Neuglobsow. I Neuglobsow finns också Erica och Sigvard Bernadottes kulturminnesmärkta Villa Bernadotte, där de underhöll kända gäster från Berlins kulturliv under 1930-talet. Villan är idag fortfarande privatbostad.